# Holden
Holden este o companie australiană de automobile care a fost fondată în 1856.
A fost preluată din 1931 de General Motors și a rămas filială GM. Compania are sediul în Australia, Port Melbourne, Victoria.
1. ↑   https://en.wikipedia.org/wiki/Holden, http://media.gm.com/media/au/en/holden/news.detail.html/content/Pages/news/au/en/2015/July/0702_Mark_Bernhard.html, http://www.drive.com.au/motor-news/holden-appoints-new-boss-20150206-138752.html, http://www.caradvice.com.au/334613/holden-appoints-new-managing-director-announces-24-vehicle-launches-by-2020/, http://www.autoevolution.com/news/mark-bernhard-is-now-the-managing-director-and-chairman-of-holden-92086.html, http://www.manmonthly.com.au/news/holden-names-mark-bernhard-as-new-boss, http://www.themotorreport.com.au/60824/aussie-mark-bernhard-to-head-gm-holden-24-new-model-onslaught-coming, http://www.motoring.com.au/news/2015/holden/bernhard-named-to-run-holden-49065, http://gmauthority.com/blog/2015/02/general-motors-appoints-mark-bernhard-as-holden-chairman-and-managing-director/, http://gmauthority.com/blog/2015/07/mark-bernhard-officially-steps-in-as-chairman-and-managing-director-of-holden/, https://www.mtaq.com.au/news/new-boss-gm-holden, http://www.wheelsmag.com.au/news/1507/meet-new-holden-md-mark-bernhard/, http://www.goauto.com.au/mellor/mellor.nsf/story2/AB33608463D97186CA257DE400233B93, http://www.ferret.com.au/articles/news/holden-names-mark-bernhard-as-new-boss-n2520631, http://www.themorningbulletin.com.au/news/holden-appoints-new-md-and-announces-new-vehicles/2536167/, http://autotalk.com.au/industry-news/mark-bernhard-takes-reigns-holden, http://www.sunshinecoastdaily.com.au/news/holden-appoints-new-md-and-announces-new-vehicles/2536167/, http://autofile.co.nz/gm-holdens-new-md-starts/ http://www.news.com.au/national/holden-appoints-mark-bernhard-its-first-australian-boss-in-25-years/story-fncynjr2-1227210811573, https://en.wikipedia.org/wiki/Holden, http://media.gm.com/media/au/en/holden/news.detail.html/content/Pages/news/au/en/2015/July/0702_Mark_Bernhard.html, http://www.drive.com.au/motor-news/holden-appoints-new-boss-20150206-138752.html, http://www.caradvice.com.au/334613/holden-appoints-new-managing-director-announces-24-vehicle-launches-by-2020/, http://www.autoevolution.com/news/mark-bernhard-is-now-the-managing-director-and-chairman-of-holden-92086.html, http://www.manmonthly.com.au/news/holden-names-mark-bernhard-as-new-boss, http://www.themotorreport.com.au/60824/aussie-mark-bernhard-to-head-gm-holden-24-new-model-onslaught-coming, http://www.motoring.com.au/news/2015/holden/bernhard-named-to-run-holden-49065, http://gmauthority.com/blog/2015/02/general-motors-appoints-mark-bernhard-as-holden-chairman-and-managing-director/, http://gmauthority.com/blog/2015/07/mark-bernhard-officially-steps-in-as-chairman-and-managing-director-of-holden/, https://www.mtaq.com.au/news/new-boss-gm-holden, http://www.wheelsmag.com.au/news/1507/meet-new-holden-md-mark-bernhard/, http://www.goauto.com.au/mellor/mellor.nsf/story2/AB33608463D97186CA257DE400233B93, http://www.ferret.com.au/articles/news/holden-names-mark-bernhard-as-new-boss-n2520631, http://www.themorningbulletin.com.au/news/holden-appoints-new-md-and-announces-new-vehicles/2536167/, http://autotalk.com.au/industry-news/mark-bernhard-takes-reigns-holden, http://www.sunshinecoastdaily.com.au/news/holden-appoints-new-md-and-announces-new-vehicles/2536167/, http://autofile.co.nz/gm-holdens-new-md-starts/ Verificați valoarea |url= (ajutor) Lipsește sau este vid: |title= (ajutor)